# John Adson
John Adson (* um 1587 in Watford, Northamptonshire; † 29. Juni 1640 in London) war ein englischer Komponist und Zinkenist.

## Leben
John Adsons Eltern waren Richard und Sarah Adson. Er wurde am 24. Januar 1587 in der Kirche Saint Peter and Paul getauft. Die ersten Hinweise über John Adson finden sich in Dokumenten über seine Anstellung am Hofe des Herzogs Karl III. von Lothringen als Zinkenist von 1604 bis 1608. 1613 kehrte er nach England zurück. Im Februar 1614 heiratete er Jane Lanerie in London. Sie lebten in der Parish St. Giles Cripplegate. Zwei seiner Söhne wurden auch Musiker: Islay oder Islip wurde am 30. Mai 1615, Roger am 24. Juni 1621 getauft. Bei seiner Rückkehr nach London wurde er Mitglied der Stadtwache, Waits of London, in der er bis zu seinem Tode diente. 1633 wurde er zum königlichen Blasmusiker ernannt und spielte bis 1639 in der King’s theatre company. 1634 wurde er Musiklehrer von Charles I., der ihn zum Master of the King’s Music ernannte. Adson starb am 29. Juni 1640 und wurde am folgenden Tag in St Giles-without-Cripplegate beigesetzt.

## Werke (Auswahl)
Seine bekanntesten Werke sind die Courtly Masquing Ayres (1621), eine Sammlung von 31 fünf- oder sechsstimmigen Tänzen. Neben diesen Tänzen sind lediglich vier weitere Werke aus seiner Feder bekannt.